# Thecla beon
Thecla beon är en fjärilsart som beskrevs av Pieter Cramer 1782. Thecla beon ingår i släktet Thecla och familjen juvelvingar. Inga underarter finns listade i Catalogue of Life.

## Bildgalleri

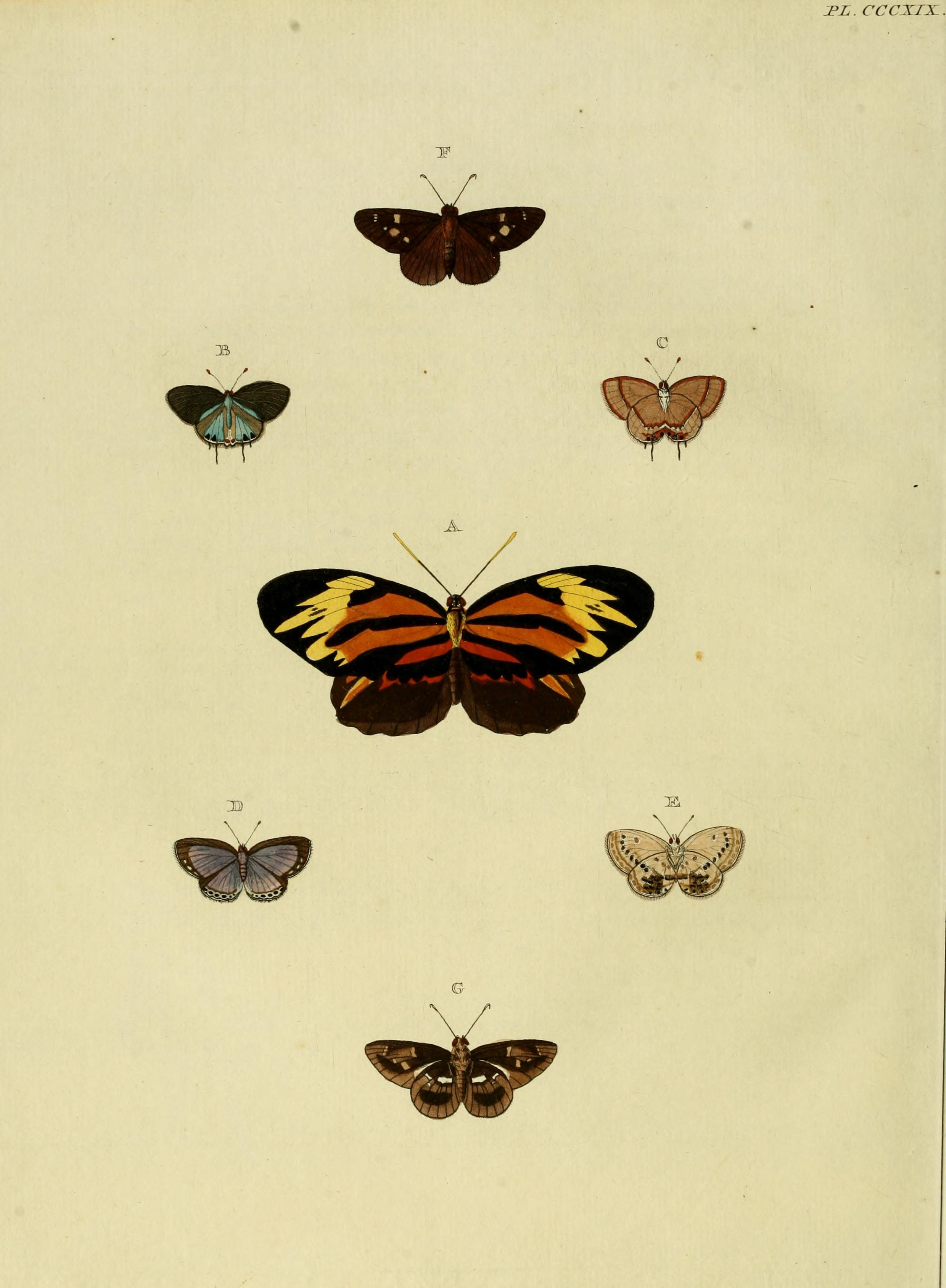